# Данцман, Карстен
Карстен Данцман (Karsten Danzmann; род. 6 февраля 1955, Ротенбург, Нижняя Саксония) — немецкий физик, один из пионеров открытия гравитационных волн. Доктор, профессор, директор Института Альберта Эйнштейна, а также Института гравитационной физики Ганноверского университета. Разработанные при его центральном участии технологии сделали возможным первое прямое наблюдение гравитационных волн (в сентябре 2015 года).

## Биография
Обучался физике в Клаустальском техническом университете и Ганноверском университете, окончил последний в 1977 году. В нём же с 1978 по 1982 год состоял научным сотрудником и в 1980 году получил докторскую степень. В 1982—1983 гг. по стипендии DFG приглашённый учёный в Стэнфорде (США). В 1983-1986 годах научный сотрудник Physikalisch-Technische Bundesanstalt в Берлине. В 1986—1989 годах ассистент-профессор Стэнфорда. С 1990 года в Институте Альберта Эйнштейна, его директор с 2002 года. Также с 1993 года профессор Ганноверского университета, декан в 2004—2005 годах, и директор его Института гравитационной физики. Работает с обсерваториями GEO600 и LIGO с момента их запуска. C начала 1990-х годах ключевой исследователь планируемого эксперимента Laser Interferometer Space Antenna.
Член Академии наук и литературы в Майнце (2006?7) и Академии наук в Гамбурге (2010), фелло Американского физического общества (2009).

## Награды
- Премия Макса Планка (1991, совместно с Джеймсом Хафом)
- Специальная Премия по фундаментальной физике (2016, в числе участников LIGO)
- Премия Грубера по космологии (2016, в числе участников LIGO)
- Niedersächsischer Staatspreis[нем.] (2016)
- Fritz Behrens Wissenschaftspreis[нем.] (2016)
- Wissenschaftspreis Niedersachsen[нем.] (2016)[6]
- Премия Кёрбера (2017)[3]
- Премия Отто Гана (2017)
- Премия принцессы Астурийской (2017, в числе участников LIGO)[7]
- Stern-Gerlach-Medaille[нем.] (2018)[8]
- Edison-Volta-Preis[нем.] (2018)
- Braunschweiger Forschungspreis[нем.] (2018)[9]